# Donau (Schiff, 1929)
Die Donau war ein Frachtschiff der Reederei Norddeutscher Lloyd (NDL).
Im Zweiten Weltkrieg wurde das Schiff als Transportschiff zwischen Deutschland und Norwegen genutzt. Bekannt ist das Schiff, weil mit ihm die größte Deportation norwegischer Juden durchgeführt wurde.

## Bau und Ausstattung
Die Donau wurde von der Deschimag auf der Vulkanwerft in Hamburg für den  Norddeutschen Lloyd in Bremen gebaut und im Jahre 1929 fertiggestellt. Sie war der zuletzt fertiggestellte viermastige Schnellfrachter  des NDL. Abweichend von den zuvor gebauten zehn Viermast-Frachtschiffen waren auf der Donau und ihrem Schwesterschiff Isar Bug und Heck in der Maierform ausgeführt. Wie bei den fünf zuvor von Deschimag-Betrieben gelieferte Frachtern mit einer Dreifach-Expansions-Dampfmaschine, verfügten auch dieses Schiffspaar über eine zusätzliche Abdampfturbine. Die Tonnage des Schiffes betrug 9 025 BRT.
Die Donau wurde vom Kommando der Kriegsmarine Dienststelle Hamburg für den Kriegsdienst requiriert und mit Flak-Waffen und Wasserbomben ausgestattet. Donau wurde im August 1940 von der Kriegsmarine als Transportschiff A2 zur Vorbereitung der geplanten Invasion Englands (Operation Seelöwe) bezeichnet. Sie wurde in den Dienst gestellt, um Truppen von der Ostfront über Stettin nach Oslo und zurückzubringen.

## Deportation von Juden
Am 26. November 1942 wurden 532 norwegische Juden (302 Männer, 188 Frauen und 42 Kinder) von der norwegischen Polizei der SS übergeben. Vom Pier 1 des Osloer Hafens wurden die jüdischen Häftlinge nach Stettin deportiert. Der Gefangenentransport stand unter dem Kommando von SS-Untersturmführer Klaus Grossmann und Oberleutnant Manig. Die Männer und Frauen wurden in separaten Laderäumen des Schiffes untergebracht, wo es an grundlegenden sanitären Bedingungen mangelte. Es kam dabei zu Misshandlungen der Häftlinge durch Soldaten. Die norwegischen Juden wurden nach der Ankunft in Stettin von dort mit dem Zug weiter ins deutsche Vernichtungslager Auschwitz transportiert. 346 Personen wurden direkt in die Gaskammer geschickt. Nur 186 Männer im Alter von 15 bis 50 Jahren wurden als arbeitsfähige Gefangene eingestuft und überlebten die Ankunft, sie erhielten die Häftlings-Nummern 79064 bis 79249, um bei Zwangsarbeit ausgebeutet zu werden. Nur neun der Häftlinge überlebten den Zweiten Weltkrieg. Am 25. Februar 1943 wurden mit der Donau weitere 158 jüdische Norwegerinnen und -er nach Stettin verschifft und über das Berliner Sammellager Synagoge Levetzowstraße nach Auschwitz gebracht und bis auf 28 als arbeitsfähig eingestufte Männer sofort ermordet.

## Beschädigung und Abwrackung

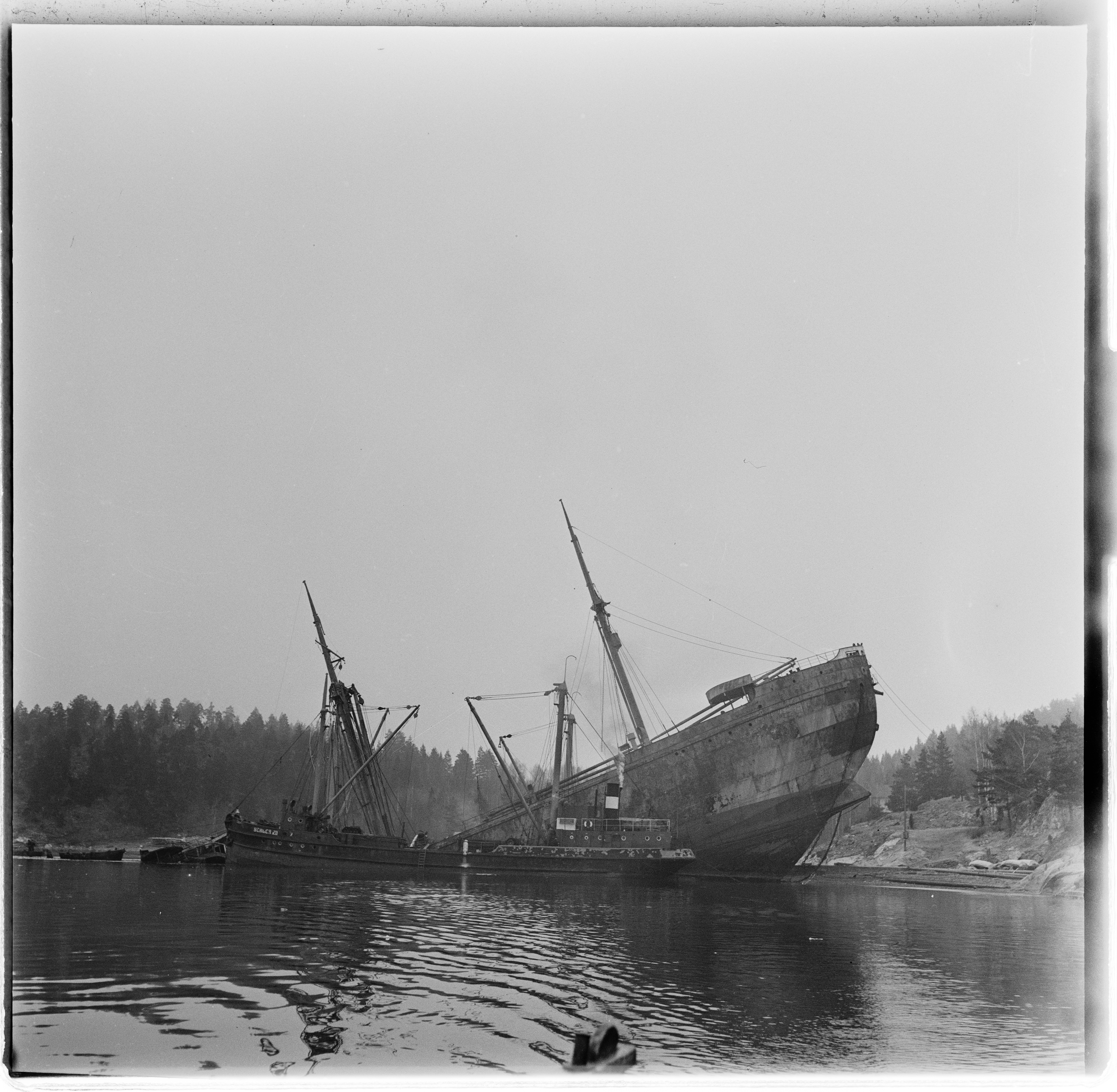
1952 wurde das Wrack angehoben und entfernt. Nach dem Abschleppen nach Bremerhaven wurde das Wrack verschrottet.
Nationalarchiv von Norwegen

Die Donau war ein wichtiges Ziel der norwegischen Widerstandsbewegung, da das Schiff zum Ende des Krieges für Truppentransporte für deutsche Truppen verwendet wurde, die an den Fronten, besonders der Westfront, eingesetzt werden sollten.
Um dies zu verhindern, brachten Roy Nielsen von der Widerstandsbewegung Milorg und Max Manus aus der Kompanie Linge am 16. Januar 1945 oder kurz zuvor entlang eines 60 Meter langen Abschnitts der Backbordseite des Schiffes zehn Haftminen 50 Zentimeter unter der Wasserlinie an, während es in Oslo eindockte.
Geplant war, dass die Bomben erst auf dem offenen Meer detonieren sollten, nachdem die Donau den Oslofjord verlassen hätte. Weil sich aber die Abreise des Schiffes am Morgen des 17. Januar 1945 verzögerte, explodierten die Bomben, bevor die Donau Drøbak erreicht hatte, wo der Kapitän das Schiff noch an den Strand manövrieren konnte, da es noch nicht tiefe Gewässer erreicht hatte.
Diese Ereignisse sind im norwegischen Spielfilm Max Manus aus dem Jahre 2008 dargestellt.
Das Wrack wurde sieben Jahre später nach Bremerhaven geschleppt, um dort verschrottet zu werden, da sich eine geplante Instandsetzung als zu kostspielig herausstellte.